# Megachile tomentosa
Megachile tomentosa är en biart som beskrevs av Heinrich Friese 1903. Megachile tomentosa ingår i släktet tapetserarbin, och familjen buksamlarbin. Inga underarter finns listade i Catalogue of Life.